# گمینا موناره
گمینا موناره (به لهستانی:  Gmina Młynary) یک گمینا در لهستان است که در شهرستان البلانگ واقع شده‌است. گمینا موناره ۱۵۷٫۰۹ کیلومتر مربع مساحت و ۴٬۵۹۳ نفر جمعیت دارد.